# Arabija (rimska provinca)
Arabija (latinsko Arabia Petraea, Provincia Arabia, Arabia) je bila obmejna provinca Rimskega cesarstva, ustanovljena leta 106. V provinco je bilo vključeno nekdanje Nabatejsko kraljestvo v Transjordaniji, južna Sirija, polotok Sinaj in severozahodni del Arabskega polotoka. Upravni središči province sta bili Petra in Bostra. Na severu je mejila na Sirijo, na zahodu na Judejo in Egipt in na jugu in vzhodu na ostali del Arabije, poznan kot Arabia Deserta in Arabia Felix. 
K Cesarstvu jo je priključil cesar Trajan, tako kot  mnogo drugih obmejnih provinc Rimskega cesarstva. Arabija se je za razliko od Armenije, Mezopotamije in Asirije obdržala še dolgo po njegovi smrti. Njena puščavska vzhodna meja od severne Sirije do južne Palestine in severne Arabije, dolga približno 1.500 km, se je imenovala Limes Arabicus. Ob njej je bilo več trdnjav in opazovalnih stolpov.
Arabija ni dala nobenega uzurpatorja ali cesarja. Cesar Filip Arabec je bil sicer Arabec iz Šahbe v južni Siriji, ki je bila prikljčena k provinci Arabiji v obdobju od leta 193 do 225, vendar je bil rojen šele okoli leta 204. Prebivalci province so bili nomadski Saraceni, ki so v zaledju mejili na Parte. 
Provinco so nazadnje napadli in osvojili Parti in Palmirci, pred tem nikoli ni doživljala vdorov tujcev, kakršne so doživljala druga obmejna področja Rimskega cesarstva, na primer Germanija in severna Afrika. V provinci se tudi ni zakoreninila rimska kultura, ki je bila bolj izrazita v drugih, bolj heleniziranih vzhodnih provincah.

## Geografija
Geografija Arabije je bila raznolika. Moabska planota z 200 mm padavin letno je bila sorazmerno plodna. Na njenem južnem robu je stala Petra, ki je bila skupaj z Bostro (tudi Busra ali Bosra) politično središče province. Drugi deli province, med katere so spadali Sinaj, Negevska puščava severno od Sinaja in obalna območja ob Rdečem morju, so bili za bivanje neprijazni. 

### Glavna mesta
Večina Arabije je bila redko naseljena. Mesta so bila večinoma na severu proti reki Jordan. Edino veliko pristanišče je bila Akaba na vrhu istoimenskega zaliva v Rdečem morju.
Trajan je za upravno središče province izbral Bostro in jo preimenoval v Nova Trajana Bostra, Petro pa je nagradil s položajem metropole. Njegov naslednik Hadrijan, je enako naredil s Petro, katero je imel za bolj veličastno in zgodovinsko. V Petri je bila baza III. legije Cirenajka, guverner pa prebival zdaj v enem zdaj v drugem mestu in v obeh izdajal svoje odloke.

## Zgodovina

### Rimska osvojitev
Na ozemlju province Arabije je pred Rimljani do leta 106 vladal zadnji rimski vazalni nabatejski kralj Rabel II. Soter. Priključitev njegovega kraljestva v Rimskemu cesarstvu je verjetno sprožila ravno njegova smrt, čeprav formalni vzroki zanjo niso povsem jasni. Nabatejsko ozemlje sta zasedli III. rimska legija Cirenajka, ki se je pomaknila iz Egipta proti severu in zasedla Petro, in sirska VI. legija Ferrata, ki se je  iz Sirije premaknila na jug in zasedla Bostro. Če odštejemo upiranje nabatejske kraljeve garde, se Nabatejci niso pretirano upirali rimskim osvajalcem, kar potrjuje tudi dejstvo, da so nabatejske enote kmalu po osvojitvi služile kot pomožne enote rimskih legij. Najbolj južna točka rimske zasedbe je bila Hegra, ki je več kot 300 km jugovzhodno od Petre. Nedavna odkritja kažejo, da so rimske Trajanove legije zasedle tudi Madain Salih v gorovju Hiaz v južni Arabiji. Trajan je z zasedbo Arabije utrdil svoj južni bok pred načrtovanim pohodom preko Tigrisa v Mezopotamijo.
Osvojitev Arabije se je uradno proslavila šele po zgraditvi ceste Via Traiana Nova, ki je povezovala Bostro in Petro s pristaniščem Akabo na jugu. Za to priložnost so v Cesarstvu kovali novce s Trajanovo doprsno podobo na prednji in kamelo na zadnji strani. Kovali so se vse do leta 115, ko se je rimska pozornost usmerila še dlje proti vzhodu. 

### Romanizacija
Z rimsko zasedbo sta se v provinci začela uvajati latinski in grški jezik. Za druge province v vhodnem delu cesarstva je bilo to nekaj običajnega, Arabija pa je imela v svoji zgodovini mnogo manj stikov z Grki in Latinci kot njene sosede, zato se je grški jezik pred prihodom Rimljanov zelo malo uporabljal. Po osvojitvi je grščina kot pogovorni in uradni jezik domala izpodrinila nabatejščino in aramejščino, kar je razvidno iz napisov v Umm al Quttainu.  Latinščina se je uporabljala bolj redko, predvsem na nagrobnih napisih in, kar je presenetljivo, v osebnih imenih. 
Iz študije o grško rimski helenizaciji Arabije, ki jo je opravil Millar je razvidno, da med vladanjem Aleksandra Velikega ni prišlo do večje helenizacije  in da so lokalni prebivalci govorili aramejsko in nabatejsko in ne grško. Rimska oblast je poleg mnogih vidikov klasične rimske socializacije, na primer javnih del in poveličevanje vojske, uvedla tudi nekaj grških kulturnih in socialnih vrednot. Arabija se je tako popolnoma prilagodila novi kulturi, da so prvotne jezikovne skupine povsem izginile. Iz obdobja rimske oblasti se je ohranilo samo nekaj redkih napisov v nabatejščini. 

### Kasnejša zgodovina
Ko se je rimski general Avidij Kasij po lažni novici o smrti Marka Avrelija leta 175 razglasil za rimskega cesarja, v Arabiji ni dobil podpore, verjetno zato, ker ni bila tako bogata in ni imela tolikšne politične moči kot Sirija. Arabija se je enako odzvala tudi leta 193, ko se je za cesarja razglasil sirski guverner Pescenij Niger. 
Ko je prišel na oblast Septimij Sever in je sirskemu mestu Antiohiji zaradi sodelovanja v uporu odvzel status metropole in kaznoval vse tiste, ki so bili v uporu na napačni strani, je III. legija Cirenajka  dobila časten naziv Severiana. Guvernerju Arabije Eliju Severijanu Maksimu je za nagrado za zvestobo dovolil ostati na guvernerskem položaju.  Sirijo so zaradi lažjega obvladovanja razdelili na dve provinci, Arabija pa se je na njen račun razširila na Leja’ in Jebel Drūz, surovo ozemlje južno od Damaska, kjer je bil rojen Mark Julij Filip,  kasnejši cesar Filip Arabec.
Sever je že tako veliko provinco še razširil, potem pa se je lotil osvajanja Mezopotamije.  Priključitev Leja’ in Jebel Drūz k Arabiji je bil verjetno del premetenega niza cesarjevih političnih dejanj, s katerimi je nameraval utrditi oblast v Arabiji in Siriji pred naslednjimi osvajanji. Arabija je postala  ideološko oporišče Severjeve moči na Bližnjem vzhodu, Sirija pa je ostala stalno žarišče uporov. Popuščanje in brzdanju pritiskov v Siriji je cesar dosegel s tremi ukrepi: z delitvijo Sirije na dve provinci, zmanjšanjem njenega ozemlja v korist Arabije in poroko s premeteno Julijo Domno iz severske dinastije.
Med Dioklecijanovimi reformami cesarstva v letih 284-305 so k provinci Arabiji priključil še del sedanjega Izraela. Postala je del Dioceze Vzhod (Oriens), ki je bila del Prefekture Vzhod (Oriens).